# Bolidi nella notte
Bolidi nella notte (King of the Mountain) è un film del 1981 diretto da Noel Nosseck.
Il film fu poco apprezzato dalla critica e non ottenne grandi incassi, sebbene sia stato considerato significativo in quanto annoverato tra le prime pellicole sulle corse clandestine e i loro protagonisti. Costituì anche una sorta di ritorno sugli schermi per Dennis Hopper, che aveva passato diversi mesi in autoreclusione prima di tornare sugli schermi.

## Trama
Steve è un giovane di Los Angeles che di giorno lavora in un'officina convenzionata con la Porsche, mentre di notte si trasforma nel "Re della Montagna", il più talentuoso e vincente di un gruppo di corridori clandestini che organizzano, partecipano e raccolgono scommesse su sfide in automobile nella stretta e tortuosa Mulholland Drive sulle colline che stringono la valle di San Fernando. Nella sua 356 Speedster truccata, Steve sfida sia veterani che novellini, senza mai considerare realmente i rischi che vi sono associati, né se possa ambire a qualcosa di meglio.
Buddy e Roger sono amici di Steve che desiderano sfondare nel mondo della musica; sebbene un tempo corressero al suo fianco, i loro obiettivi si sono spostati dalle corse alle loro possibilità di carriera, lasciando Steve come leader incontrastato delle corse clandestine, ma senza il godimento che egli ne traeva un tempo. Oltre che dalla ricerca del brivido, Steve è spinto a correre da Cal, un suo collega che era stato il precedente "Re" finché in incidente dagli esiti quasi fatali non aveva distrutto la sua Corvette e ne era uscito fisicamente e mentalmente devastato.
Quando Steve incontra Tina, una giovane cantante che lavora con Buddy e Roger, se ne innamora e cerca di coinvolgerla nel suo mondo di corse clandestine, ma si rende conto che non ne è affascinata come lui, e che non le aggrada l'idea d'impegnarsi con un uomo che rischia continuamente la sua vita per amore del brivido. Steve è combattuto tra l'amore per Tina e la sua attività di corridore, tanto più che, mentre era in auto con lei, ha sentiro uno strano rumore che secondo Cal è la paura di correre ancora, ora che ha qualcosa da perdere. Steve così medita se difendere il suo titolo di "Re" o rinunciarvi così da avere un nuovo inizio alla luce del sole. Nel frattempo, Cal sta ricostruento la sua Corvette allo scopo di riprendersi il titolo.
Tanner, un importante produttore discografico propone a Roger di far incidere le canzoni composte da Buddy a patto che gli cedano i diritti; Buddy è contrariato perché avrebbe voluto incidere i suoi brani col suo gruppo, ma alla fine accetta grazie all'intercessione di Steve, che gli fa credere che l'acquisto dei diritti sia solo una pro forma per aiutare Roger a qualificarsi come manager; quando però, a una festa, apprende dal produttore che ha ingaggiato un complesso già affermato per eseguire i suoi brani, se ne va adirato e sfida Cal a una gara sul Mulholland. Steve cerca di tener loro dietro e assiste a un incidente in cui l'auto di Buddy, che ha preso una curva troppo larga, va a fuoco per aver urtato delle condutture di gas.
Steve rimane scosso dall'accaduto; Rick, il titolare dell'officina che aveva gareggiato anch'egli ai tempi di Cal, lo esorta a voltare pagina, ma Steve decide lo stesso di sfidare Cal per vendicare la memoria di Buddy. Si ritrovano quindi all'alba lungo il Mulholland: Steve manda fuori strada Cal una prima volta e riduce l'andatura, ma Cal rientra in corsa e lo riprende. Steve, pensando alle parole di Rick, lo lascia passare; dopo una curva, Cal si ritrova davanti degli operai intenti a lavori stradali e per non investirli perde il controllo dell'auto, che precipita nel burrone incendiandosi. A Steve non rimane che guardarla mestamente dal ciglio della strada dopo aver raccolto il cronometro di Cal.

## Contesto storico
Durante gli anni Sessanta e Settanta c'erano piccoli gruppi che correvano su alcuni tratti di Mulholland Drive stretti, ripidi, tortuosi e particolarmente pericolosi nelle aree delle Santa Monica Mountains, di Laurel Canyon Boulevard, Coldwater Canyon, Nichols Canyon Road e altre strade adiacenti. Questa comunità di corridori divenne nota prima agli abitanti della zona e poi a quelli di tutta la città. Le pattuglie della polizia cercarono di stroncare quest'attività in seguito alle lamentele da parte dei residenti e a diversi incidenti, anche mortali
Alla fine degli anni Settanta comparì sul New West Magazine un articolo intitolato Thunder Road, che riportava ciò che avveniva nella zona e faceva i nomi di due piloti in particolare: Chris Banning, che guidava una Porsche 911 truccata, e Charles "Crazy Charlie" Woit, che guidava una vecchia Chevrolet Corvette con un motore Big-Block da 7000 cm³. L'articolo fu d'ispirazione per il film e per i suoi personaggi principali, che si basarono su Banning e Woit.
Nel 2006, Chris Banning scrisse un libro intitolato The Mulholland Experience che descriveva le sue esperienze, il significato di essere parte di quella comunità, e l'essere stato d'ispirazione per il film.

## Produzione
La Speedster di Harry Hamlin era in realtà una kitcar basata su un Maggiolino Volkswagen con parafanghi modificati; le Speedster non hanno parafanghi. Ciò fu fatto in primo luogo perché le Speedsters erano molto rare; sarebbe stato difficile e costoso trovarne una da noleggiare, con il rischio di danneggiarle.
Dennis Hopper guidò l'auto del suo personaggio almeno una volta per realizzare del girato per la corsa che costituisce il culmine del film. Secondo le testimonianze, il giorno delle riprese Hopper era pesantemente ubriaco, avendo trascorso la giornata nella sua roulotte a bere birra. Nonostante le proteste della troupe, il regista Noel Nosseck permise a Hopper di guidare.

## Accoglienza
Il film incassò in patria 2,1 milioni di dollari a fronte di un budget complessivo di 2 milioni.